# Reserva internacional
Reserva internacional, ou reserva cambial, são os meios de pagamento de que dispõem as autoridades monetárias de um país ou o montante de moeda estrangeira de que dispõe o país. Originam-se de superávits nos balanços de pagamentos e destinam-se a cobrir eventuais déficits das contas internacionais. Trata-se de depósitos em moeda estrangeira dos bancos centrais e autoridades monetárias. São ativos dos bancos centrais que são mantidos em diferentes reservas, como o dólar estadunidense, o euro ou o iene, e que são utilizados no cumprimento dos seus compromissos financeiros, como a emissão de moeda, e para garantir as diversas reservas bancárias mantidas num banco central por governos ou instituições financeiras.[carece de fontes?]
O resultado do balanço de pagamentos  expressa o resultado monetário das transações de bens e serviços realizadas pelo país com o exterior (através do saldo em transações correntes) em determinado período. Analogamente, o fluxo de capitais entre o país e o exterior -  empréstimos, títulos, investimento direto, etc. -  expressa o ganho ou a perda de moeda estrangeira, ou seja, a variação das reservas cambiais.

## História
O sistema monetário vigorante do século XIX até a Primeira Guerra Mundial era o padrão-ouro. Mas ao final da segunda Guerra Mundial, após os acordos de Bretton Woods, os Estados Unidos da América fixaram o valor do dólar ao do ouro, e permitiram a conversibilidade de dólares em ouro. Isto fez com que o dólar fosse visto efetivamente como um equivalente do ouro. Em 1971, durante o governo de Richard Nixon, os Estados Unidos da América abandonaram o sistema de Bretton Woods, mas o dólar permaneceu como uma moeda estável e fiduciária, e ainda hoje é a mais importante moeda de reserva. Atualmente os bancos centrais mantém reservas compostas de múltiplas moedas.[carece de fontes?]

## Finalidade
Em um regime de câmbio não fixo, as reservas permitem que o banco central compre a moeda local emitida, negociando os seus ativos em moeda estrangeira. As reservas dão aos bancos centrais um meio adicional para estabilizar a emissão de moeda, para minimizar volatilidade, e para proteger o sistema monetário de choques, como os que ocorrem quando especuladores compram e vendem moeda em um espaço curto de tempo. Grandes reservas são quase sempre um sinal de que o país detentor é capaz de suportar turbulências econômicas. Um nível baixo ou em queda pode ser um indicativo de que uma corrida bancária contra a moeda local é iminente ou de que um "calote" é provável, configurando uma crise monetária.[carece de fontes?]
Os bancos centrais muitas vezes defendem que a manutenção de grandes reservas resulta num seguro contra crise. Isto é verdade até o momento em que o banco central pode manter a sua moeda através da venda das reservas. (Esta prática é considerada como uma manipulação do mercado de câmbio. Muitos bancos centrais utilizaram-se deste expediente desde o colapso do sistema de Bretton Woods. Algumas poucas vezes, alguns bancos centrais cooperaram para tentar manipular taxas de câmbio de forma coordenada. Não é claro o quanto esta prática é eficiente.) Além disso, a manutenção de grandes reservas não significa necessariamente uma proteção contra a inflação, já que a política de grandes compras de moeda estrangeira para manter a moeda local barata pode iniciar ou alimentar um processo inflacionário.[carece de fontes?]

## Custos e benefícios
Por um lado, se um país deseja controlar a taxa de câmbio, a manutenção de grandes reservas dá ao banco central uma grande possibilidade para manipular o mercado de câmbio. Mas as reservas também têm um custo. A diferença existente entre o retorno da aplicação das reservas em instituições internacionais e o valor pago aos detentores da sua dívida interna, gera um custo fiscal para o governo. Além disso alguns governos sofrem perdas importantes por causa de problemas no gerenciamento das reservas, que acabam redundando em custo fiscal.

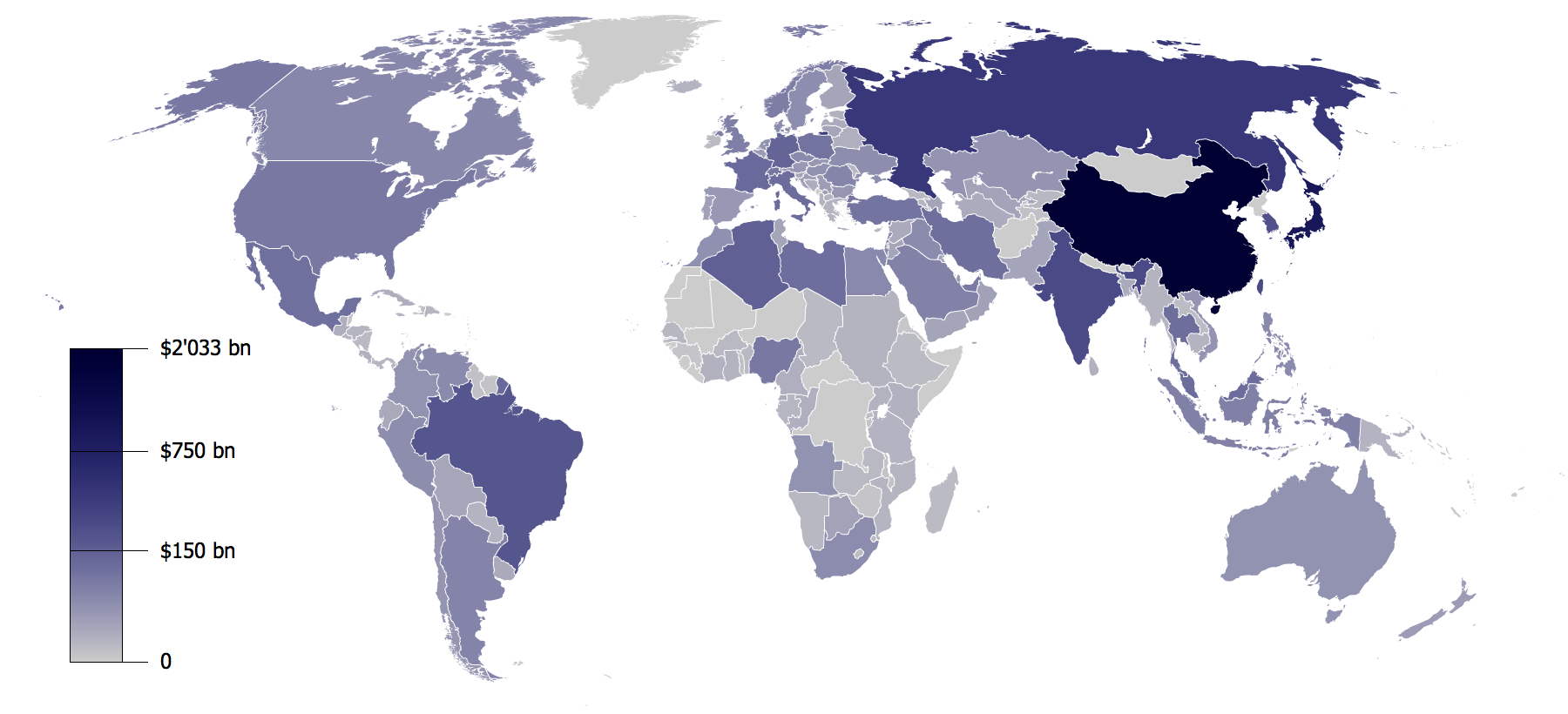
Reservas internacionais por país

No início do ano de 2007, a política de acumulação de reservas do governo brasileiro recebeu críticas devido ao seu alto custo fiscal.

## Níveis de reserva
Não existe um número absoluto que seja considerado como adequado para o nível das reservas internacionais. O nível ideal das reservas é normalmente obtido a partir de uma porcentagem do débito de curto prazo, da disponibilidade de moeda ou da média mensal de importações.
No final do ano de 2004, 66% das reservas eram mantidas em dólares estadunidenses e 25% em euros.
|    | País/Autoridade monetária                                      | Reservas internacionais (milhões de USD) | Estimativas       |
| -- | -------------------------------------------------------------- | ---------------------------------------- | ----------------- |
| —  | Mundo (soma de todos os países)                                | 10,008,392                               | --                |
| 1  | China                                                          | 3,202,321                                | março de 2016     |
| 2  | Arábia Saudita                                                 | 2,257,619                                | março de 2016     |
| 3  | Japão                                                          | 1,254,100                                | março de 2016     |
| 4  | Suíça                                                          | 619,550                                  | março de 2016     |
| 5  | Taiwan                                                         | 418,900                                  | dezembro de 2014  |
| 6  | Rússia                                                         | 380,544                                  | março de 2016     |
| 7  | Brasil                                                         | 372,016                                  | setembro de 2024  |
| 8  | Coreia do Sul                                                  | 365,760                                  | março de 2016     |
| 9  | Hong Kong ( China)                                             | 359,900                                  | março de 2016     |
| 10 | Índia                                                          | 350,860                                  | março de 2016     |
| 11 | Singapura                                                      | 343,215                                  | março de 2016     |
| 12 | México                                                         | 176,321                                  | março de 2016     |
| 13 | Tailândia                                                      | 167,700                                  | março de 2016     |
| 14 | Alemanha                                                       | 164,656                                  | março de 2016     |
| 15 | Argélia                                                        | 152,700                                  | março de 2016     |
| 16 | França                                                         | 152,220                                  | dezembro de 2014  |
| 17 | Turquia                                                        | 148,268                                  | dezembro de 2014  |
| 18 | Itália                                                         | 133,770                                  | dezembro de 2014  |
| 19 | Estados Unidos                                                 | 117,188                                  | março de 2016     |
| 20 | Malásia                                                        | 128,355                                  | dezembro de 2014  |
| 21 | Reino Unido                                                    | 111,156                                  | dezembro de 2014  |
| 22 | Polónia                                                        | 108,870                                  | março de 2013     |
| 23 | Indonésia                                                      | 105,149                                  | maio de 2013      |
| 24 | Dinamarca                                                      | 85,275                                   | maio de 2013      |
| 25 | Filipinas                                                      | 83,951                                   | março de 2013     |
| 26 | Israel                                                         | 77,600                                   | maio de 2013      |
| —  | Banco Central Europeu (ECB, not owned by any single EU member) | 74,900                                   | maio de 2013      |
| 25 | Canadá                                                         | 70,695                                   | maio de 2013      |
| 26 | Iraque                                                         | 70,330                                   | dezembro de 2012  |
| 27 | Irão                                                           | 69,860                                   | dezembro de 2012  |
| 28 | Suécia                                                         | 66,564                                   | maio de 2013      |
| 29 | Peru                                                           | 63,471                                   | dezembro de 2012  |
| 30 | Noruega                                                        | 55,313                                   | fevereiro de 2013 |
| 31 | Líbano                                                         | 52,500                                   | dezembro de 2012  |
| 32 | Austrália                                                      | 49,849                                   | maio de 2013      |
| 33 | Países Baixos                                                  | 49,254                                   | maio de 2013      |
| 34 | Espanha                                                        | 48,342                                   | maio de 2013      |
| 35 | África do Sul                                                  | 48,146                                   | maio de 2013      |
| 36 | Roménia                                                        | 47,228                                   | maio de 2013      |
| 37 | Nigéria                                                        | 46,410                                   | dezembro de 2012  |
| 38 | Hungria                                                        | 45,923                                   | maio de 2013      |
| 39 | Chéquia                                                        | 43,599                                   | maio de 2013      |
| 40 | Emirados Árabes Unidos                                         | 42,970                                   | dezembro de 2012  |
| 41 | Chile                                                          | 40,148                                   | maio de 2013      |
| 42 | Colômbia                                                       | 40,032                                   | maio de 2013      |
| 43 | Argentina                                                      | 30.600                                   | dezembro de 2013  |
| 44 | Venezuela                                                      | 29,890                                   | dezembro de 2012  |
| 45 | Cazaquistão                                                    | 28,329                                   | maio de 2013      |
| 46 | Bélgica                                                        | 28,233                                   | maio de 2013      |
| 47 | Ucrânia                                                        | 24,542                                   | maio de 2013      |
| 48 | Áustria                                                        | 24,267                                   | maio de 2013      |
| 49 | Vietname                                                       | 23,880                                   | dezembro de 2012  |
| 50 | Portugal                                                       | 19,912                                   | maio de 2013      |
| 51 | Bulgária                                                       | 19,303                                   | maio de 2013      |
| 52 | Marrocos                                                       | 18,287                                   | maio de 2013      |
| 53 | Macau ( China)                                                 | 16,600                                   | dezembro de 2012  |
| 54 | Nova Zelândia                                                  | 16,008                                   | abril de 2013     |
| 55 | Croácia                                                        | 15,534                                   | maio de 2013      |
| 56 | Egito                                                          | 15,251                                   | maio de 2013      |
| 57 | Uruguai                                                        | 14,300                                   | abril de 2013     |
| 58 | Bolívia                                                        | 13,930                                   | dezembro de 2012  |
| 59 | Paquistão                                                      | 13,800                                   | dezembro de 2012  |
| 60 | Bangladesh                                                     | 12,750                                   | dezembro de 2012  |
| 61 | Azerbaijão                                                     | 11,280                                   | dezembro de 2012  |
| 62 | Jordânia                                                       | 11,238                                   | maio de 2013      |
| 63 | Finlândia                                                      | 10,374                                   | maio de 2013      |
| 64 | Trinidad e Tobago                                              | 9,897                                    | dezembro de 2012  |
| 65 | Bielorrússia                                                   | 8,027                                    | maio de 2013      |
| 66 | Costa Rica                                                     | 7,960                                    | abril de 2013     |
| 67 | Letônia                                                        | 7,609                                    | maio de 2013      |
| 68 | Letônia                                                        | 7,609                                    | maio de 2013      |
| 69 | Tunísia                                                        | 7,400                                    | abril de 2013     |
| 70 | Lituânia                                                       | 7,302                                    | junho de 2013     |
| 71 | Sri Lanka                                                      | 7,000                                    | outubro de 2010   |
| 72 | Grécia                                                         | 6,324                                    | maio de 2013      |
| 73 | Camboja                                                        | 4,938                                    | dezembro de 2012  |
| 74 | Islândia                                                       | 4,098                                    | abril de 2013     |
| 75 | Paraguai                                                       | 3,978                                    | dezembro de 2010  |
| 76 | Myanmar                                                        | 3,560                                    | dezembro de 2009  |
| 77 | El Salvador                                                    | 3,062                                    | abril de 2013     |
| 78 | Geórgia                                                        | 2,982                                    | junho de 2013     |
| 79 | Moldávia                                                       | 2,481                                    | abril de 2013     |
| 80 | Eslováquia                                                     | 2,232                                    | maio de 2013      |
| 81 | Irlanda                                                        | 1,688                                    | maio de 2013      |
| 82 | Armênia                                                        | 1,670                                    | maio de 2013      |
| 83 | Chipre                                                         | 967                                      | abril de 2013     |
| 84 | Luxemburgo                                                     | 944                                      | maio de 2013      |
| 85 | Eslovênia                                                      | 770                                      | maio de 2013      |
| 86 | Laos                                                           | 712                                      | outubro de 2010   |
| 87 | Malta                                                          | 590                                      | maio de 2013      |
| 88 | Estónia                                                        | 285                                      | abril de 2013     |

## Composição monetária das reservas cambiais oficiais (1965–2022, quarto trimestre)
| v d e                   | 2022                                                                                                   | 2021   | 2020   | 2019   | 2018   | 2017   | 2016   | 2015   | 2014   | 2013   | 2012   | 2011   | 2010   | 2009   | 2008   | 2007   | 2006   | 2005   | 2004   | 2003   | 2002   | 2001   | 2000   | 1995   | 1990   | 1985   | 1980   | 1975   | 1970   | 1965   |
| Dólar americano         | 58.36%                                                                                                 | 58.81% | 58.92% | 60.75% | 61.76% | 62.73% | 65.36% | 65.73% | 65.14% | 61.24% | 61.47% | 62.59% | 62.14% | 62.05% | 63.77% | 63.87% | 65.04% | 66.51% | 65.51% | 65.45% | 66.50% | 71.51% | 71.13% | 58.96% | 47.14% | 56.66% | 57.88% | 84.61% | 84.85% | 72.93% |
| Euro (until 1999 - UME) | 20.47%                                                                                                 | 20.64% | 21.29% | 20.59% | 20.67% | 20.17% | 19.14% | 19.14% | 21.20% | 24.20% | 24.05% | 24.40% | 25.71% | 27.66% | 26.21% | 26.14% | 24.99% | 23.89% | 24.68% | 25.03% | 23.65% | 19.18% | 18.29% | 8.53%  | 11.64% | 14.00% | 17.46% |        |        |        |
| Yen japonês             | 5.51%                                                                                                  | 5.57%  | 6.03%  | 5.87%  | 5.19%  | 4.90%  | 3.95%  | 3.75%  | 3.54%  | 3.82%  | 4.09%  | 3.61%  | 3.66%  | 2.90%  | 3.47%  | 3.18%  | 3.46%  | 3.96%  | 4.28%  | 4.42%  | 4.94%  | 5.04%  | 6.06%  | 6.77%  | 9.40%  | 8.69%  | 3.93%  | 0.61%  |        |        |
| Libra esterlina         | 4.95%                                                                                                  | 4.78%  | 4.73%  | 4.64%  | 4.43%  | 4.54%  | 4.35%  | 4.71%  | 3.70%  | 3.98%  | 4.04%  | 3.83%  | 3.94%  | 4.25%  | 4.22%  | 4.82%  | 4.52%  | 3.75%  | 3.49%  | 2.86%  | 2.92%  | 2.70%  | 2.75%  | 2.11%  | 2.39%  | 2.03%  | 2.40%  | 3.42%  | 11.36% | 25.76% |
| Renminbi chinês         | 2.69%                                                                                                  | 2.79%  | 2.29%  | 1.94%  | 1.89%  | 1.23%  | 1.08%  |        |        |        |        |        |        |        |        |        |        |        |        |        |        |        |        |        |        |        |        |        |        |        |
| Dólar canadense         | 2.38%                                                                                                  | 2.38%  | 2.08%  | 1.86%  | 1.84%  | 2.03%  | 1.94%  | 1.77%  | 1.75%  | 1.83%  | 1.42%  |        |        |        |        |        |        |        |        |        |        |        |        |        |        |        |        |        |        |        |
| dólar australiano       | 1.96%                                                                                                  | 1.81%  | 1.83%  | 1.70%  | 1.63%  | 1.80%  | 1.69%  | 1.77%  | 1.59%  | 1.82%  | 1.46%  |        |        |        |        |        |        |        |        |        |        |        |        |        |        |        |        |        |        |        |
| Franco suíço            | 0.23%                                                                                                  | 0.20%  | 0.17%  | 0.15%  | 0.14%  | 0.18%  | 0.16%  | 0.27%  | 0.24%  | 0.27%  | 0.21%  | 0.08%  | 0.13%  | 0.12%  | 0.14%  | 0.16%  | 0.17%  | 0.15%  | 0.17%  | 0.23%  | 0.41%  | 0.25%  | 0.27%  | 0.33%  | 0.84%  | 1.40%  | 2.25%  | 1.34%  | 0.61%  |        |
| Marco alemão            | |        |        |        |        |        |        |        |        |        |        |        |        |        |        |        |        |        |        |        |        |        |        | 15.75% | 19.83% | 13.74% | 12.92% | 6.62%  | 1.94%  | 0.17%  |
| Franco francês          | |        |        |        |        |        |        |        |        |        |        |        |        |        |        |        |        |        |        |        |        |        |        | 2.35%  | 2.71%  | 0.58%  | 0.97%  | 1.16%  | 0.73%  | 1.11%  |
| Florim holandês         | |        |        |        |        |        |        |        |        |        |        |        |        |        |        |        |        |        |        |        |        |        |        | 0.32%  | 1.15%  | 0.78%  | 0.89%  | 0.66%  | 0.08%  |        |
| Outras moedas           | 3.45%                                                                                                  | 3.01%  | 2.65%  | 2.51%  | 2.45%  | 2.43%  | 2.33%  | 2.86%  | 2.83%  | 2.84%  | 3.26%  | 5.49%  | 4.43%  | 3.04%  | 2.20%  | 1.83%  | 1.81%  | 1.74%  | 1.87%  | 2.01%  | 1.58%  | 1.31%  | 1.49%  | 4.87%  | 4.89%  | 2.13%  | 1.29%  | 1.58%  | 0.43%  | 0.03%  |
|                         | Source: World Currency Composition of Official Foreign Exchange Reserves Fundo Monetário Internacional |        |        |        |        |        |        |        |        |        |        |        |        |        |        |        |        |        |        |        |        |        |        |        |        |        |        |        |        |        |

### Artigos
- «Guidelines for foreign exchange reserve management» (em inglês)
- «A primer on exchange reserves» (PDF) (em inglês)
- «An empirical analysis of foreign exchange reserves in emerging Asia -- December 2005» (PDF) (em inglês)
- «Foreign exchange reserves: issues in asia -- January 2005» (PDF) (em inglês)
- «Foreign exchange reserves in east asia: why the high demand? -- April 25, 2003» (PDF) (em inglês)
- «Optimal currency shares in international reserves» (PDF) (em inglês)
- «The adequacy of foreign exchange reserves» (PDF) (em inglês)

### Dados
- «IMF's data on current foreign exchange reserves of reporting countries» (PDF) (em inglês)
- «Taiwan's Department of Investment Services data on foreign exchange reserves of major countries» (em inglês)
- «Bank of Korea's top ten foreign exchange reserves holding countries monthly» (PDF) (em inglês)
- Foreign Exchange Reserves - Countries - List (tradingeconomics.com)